# 鹿特丹–海牙都會區

鹿特丹–海牙都會區（綠色）在荷蘭的位置

鹿特丹–海牙都會區是荷蘭兩大城市鹿特丹與海牙，以及周邊21個市鎮的總稱，於2014年建立，面積達1,130平方（440平方英里），常住人口大約2.7百萬人。它是歐洲最大的港口，許多國際組織都駐紮在其境內。